# Elektrometeor

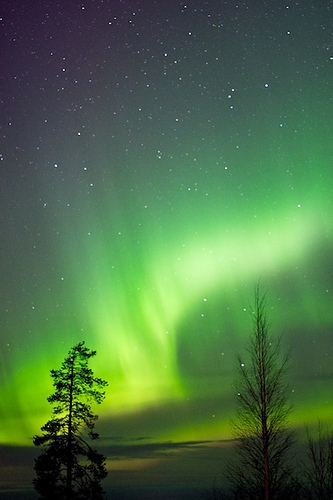
Polarlicht in Rovaniemi im Norden Finnlands in der Nähe des Polarkreises

Elektrometeore sind Meteore, also Leuchterscheinungen, die im Gebiet der Meteorologie in der Atmosphäre an der Erdoberfläche oder im Himmel beobachtet werden. 
Der Name leitet sich von „Elektro“, altgriechisch ἤλεκτρον [ēlektron] für „Bernstein“ (Anmerkung: die elektrostatische Aufladung von Bernstein war bereits in der Antike bekannt.), und „Meteor“, vom altgriechischen μετέωρος [metéōros], „in der Luft schwebend“, her. Anders als Hydrometeore, Lithometeore und Photometeore stehen Elektrometeore mit elektrischen Ladungen im Zusammenhang. Sie können sichtbar wie auch hörbar sein.

## Phänomene
Siehe auch Kategorie Elektrometeor
Zu den Elektrometeoren gehören:
- Airglow (Nachthimmelsleuchten)
- Blue Jets, Kobolde und Elfen
- Elmsfeuer
- Erdbebenlicht
- Gewitter mit Blitzen und Wetterleuchten
- Luftschauer
- Polarlichter
- Rekombinationsleuchten von Meteoroiden beziehungsweise Feuerkugeln
- Tscherenkow-Blitze.